# Danièle Gaviard
Danièle Gaviard (ur. 20 marca 1956) – francuska brydżystka, World Grand Master w kategorii Kobiet (WBF), European Grand Master, European Champion w kategorii Kobiet (EBL).
Do roku 1988 występowała jako Danièle Allouche.

## Wyniki brydżowe

### Olimpiady
Na olimpiadach uzyskała następujące rezultaty:
| Olimpiady Brydżowe. Zawody teamów | Olimpiady Brydżowe. Zawody teamów | Olimpiady Brydżowe. Zawody teamów | Olimpiady Brydżowe. Zawody teamów | Olimpiady Brydżowe. Zawody teamów | Olimpiady Brydżowe. Zawody teamów |
| Rok                               | Miejsce                           | Zawody                            | Kategoria                         | Drużyna                           | Pozycja                           |
| --------------------------------- | --------------------------------- | --------------------------------- | --------------------------------- | --------------------------------- | --------------------------------- |
| 2004                              | Stambuł                           | 12 Olimpiada Teamów               | Kobiety                           | France                            | 5                                 |
| 1988                              | Wenecja                           | 8 Olimpiada Teamów                | Kobiety                           | France                            | 5                                 |

### Zawody światowe
W światowych zawodach zdobyła następujące lokaty:
| Mistrzostwa Świata. Konkurencja teamów | Mistrzostwa Świata. Konkurencja teamów | Mistrzostwa Świata. Konkurencja teamów         | Mistrzostwa Świata. Konkurencja teamów | Mistrzostwa Świata. Konkurencja teamów | Mistrzostwa Świata. Konkurencja teamów |
| Rok                                    | Miejsce                                | Zawody                                         | Kategoria                              | Drużyna                                | Pozycja                                |
| -------------------------------------- | -------------------------------------- | ---------------------------------------------- | -------------------------------------- | -------------------------------------- | -------------------------------------- |
| 2012                                   | Lille                                  | 5 Otwarte Mistrzostwa Świata Teamów Mikstowych | Miksty                                 | Payen                                  | 22                                     |
| 2011                                   | Pekin                                  | SportAccord World Mind Games                   | Kobiety                                | France                                 | 4                                      |
| 2011                                   | Veldhoven                              | 40 Mistrzostwa Świata Teamów                   | Kobiety                                | France                                 | 1                                      |
| 2010                                   | Filadelfia                             | 13 Seria Mistrzostw Świata                     | Miksty                                 | Payen                                  | 14                                     |
| 2010                                   | Filadelfia                             | 13 Seria Mistrzostw Świata                     | Kobiety                                | Fireman                                | 3                                      |
| 2009                                   | São Paulo                              | 39 Mistrzostwa Świata Teamów                   | Kobiety                                | France                                 | 3                                      |
| 2007                                   | Szanghaj                               | 38 Mistrzostwa Świata Teamów                   | Kobiety                                | France                                 | 4                                      |
| 2006                                   | Werona                                 | 12 Mistrzostwa Świata                          | Open                                   | Soulet                                 | 5                                      |
| 2005                                   | Estoril                                | 37 Mistrzostwa Świata Teamów                   | Kobiety                                | France                                 | 1                                      |
| 2001                                   | Paryż                                  | 35 Mistrzostwa Świata Teamów                   | Trans                                  | Bureau                                 | 2                                      |
| 1998                                   | Lille                                  | 10 Mistrzostwa Świata                          | Kobiety                                | Bessis                                 | 5                                      |
| 1987                                   | Ocho Rios                              | 28 Mistrzostwa Świata Teamów                   | Kobiety                                | France                                 | 2                                      |
| 1985                                   | São Paulo                              | 27 Mistrzostwa Świata Teamów                   | Kobiety                                | France                                 | 3                                      |

| Mistrzostwa Świata. Konkurencja par | Mistrzostwa Świata. Konkurencja par | Mistrzostwa Świata. Konkurencja par | Mistrzostwa Świata. Konkurencja par | Mistrzostwa Świata. Konkurencja par | Mistrzostwa Świata. Konkurencja par |
| Rok                                 | Miejsce                             | Zawody                              | Kategoria                           | Partner                             | Pozycja                             |
| ----------------------------------- | ----------------------------------- | ----------------------------------- | ----------------------------------- | ----------------------------------- | ----------------------------------- |
| 2011                                | Pekin                               | SportAccord World Mind Games        | Kobiety                             | Joanna Zochowska                    | 8                                   |
| 2010                                | Filadelfia                          | 13 Mistrzostwa Świata               | Miksty                              | Bernard Payen                       | 113                                 |
| 2006                                | Werona                              | 12 Mistrzostwa Świata               | Miksty                              | Juan Carlos Ventin                  | 8                                   |
| 1998                                | Lille                               | 10 Mistrzostwa Świata               | Miksty                              | Herve Mouiel                        | 159                                 |
| 1994                                | Albuquerque                         | 9 Mistrzostwa Świata                | Kobiety                             | Sylvie Willard                      | 8                                   |
| 1982                                | Biarritz                            | 6 Mistrzostwa Świata                | Kobiety                             | Véronique Bessis                    | 10                                  |

| Mistrzostwa Świata. Konkurencja indywidualna | Mistrzostwa Świata. Konkurencja indywidualna | Mistrzostwa Świata. Konkurencja indywidualna | Mistrzostwa Świata. Konkurencja indywidualna | Mistrzostwa Świata. Konkurencja indywidualna | Mistrzostwa Świata. Konkurencja indywidualna |
| Rok                                          | Miejsce                                      | Zawody                                       | Kategoria                                    | Pozycja                                      |                                              |
| -------------------------------------------- | -------------------------------------------- | -------------------------------------------- | -------------------------------------------- | -------------------------------------------- | -------------------------------------------- |
| 2011                                         | Pekin                                        | SportAccord World Mind Games                 | Kobiety                                      | 22                                           |                                              |
| 2004                                         | Werona                                       | 6 Indywidualne Mistrzostwa Świata            | Kobiety                                      | 8                                            |                                              |
| 1996                                         | Paryż                                        | 3 Indywidualne Mistrzostwa Świata            | Kobiety                                      | 9                                            |                                              |
| 1994                                         | Paryż                                        | 2 Indywidualne Mistrzostwa Świata            | Kobiety                                      | 12                                           |                                              |
| 1992                                         | Paryż                                        | 1 Indywidualne Mistrzostwa Świata            | Kobiety                                      | 8                                            |                                              |

### Zawody europejskie
W europejskich zawodach zdobyła następujące lokaty:
| Zawody europejskie. Konkurencja teamów | Zawody europejskie. Konkurencja teamów | Zawody europejskie. Konkurencja teamów | Zawody europejskie. Konkurencja teamów | Zawody europejskie. Konkurencja teamów | Zawody europejskie. Konkurencja teamów |
| Rok                                    | Miejsce                                | Zawody                                 | Kategoria                              | Drużyna                                | Pozycja                                |
| -------------------------------------- | -------------------------------------- | -------------------------------------- | -------------------------------------- | -------------------------------------- | -------------------------------------- |
| 2012                                   | Dublin                                 | 51. Mistrzostwa Europy Teamów          | Kobiety                                | France                                 | 2                                      |
| 2010                                   | Ostenda                                | 50 Mistrzostwa Europy Teamów           | Kobiety                                | France                                 | 1                                      |
| 2009                                   | San Remo                               | 4 Otwarte Mistrzostwa Europy           | Miksty                                 | Ventin                                 | 33                                     |
| 2009                                   | San Remo                               | 4 Otwarte Mistrzostwa Europy           | Open                                   | Payen                                  | 17                                     |
| 2008                                   | Pau                                    | 49 Mistrzostwa Europy Teamów           | Kobiety                                | France                                 | 1                                      |
| 2007                                   | Antalya                                | 3 Otwarte Mistrzostwa Europy           | Open                                   | Marmara                                | 35                                     |
| 2007                                   | Antalya                                | 3 Otwarte Mistrzostwa Europy           | Miksty                                 | Ventin                                 | 3                                      |
| 2006                                   | Warszawa                               | 48 Mistrzostwa Europy Teamów           | Kobiety                                | France                                 | 1                                      |
| 2005                                   | Teneryfa                               | 2 Otwarte Mistrzostwa Europy           | Miksty                                 | Ventin                                 | 17                                     |
| 2005                                   | Teneryfa                               | 2 Otwarte Mistrzostwa Europy           | Kobiety                                | d'Ovidio                               | 1                                      |
| 2004                                   | Malmö                                  | 47 Mistrzostwa Europy Teamów           | Kobiety                                | France                                 | 3                                      |
| 2003                                   | Mentona                                | 1 Otwarte Mistrzostwa Europy           | Kobiety                                | Luis Vuitton                           | 5                                      |
| 2002                                   | Ostenda                                | 7 Mistrzostwa Europy Mikstów           | Miksty                                 | Sanglier                               | 92                                     |
| 2000                                   | Bellaria                               | 6 Mistrzostwa Europy Mikstów           | Miksty                                 | Sanglier                               | 9                                      |
| 1998                                   | Akwizgran                              | 5 Mistrzostwa Europy Mikstów           | Miksty                                 | Allouche                               | 33                                     |
| 1994                                   | Barcelona                              | 3 Mistrzostwa Europy Mikstów           | Miksty                                 | Mouiel                                 | 3                                      |
| 1992                                   | Ostenda                                | 2 Mistrzostwa Europy Mikstów           | Miksty                                 | Koumetz                                | 11                                     |
| 1991                                   | Killarney                              | 40 Mistrzostwa Europy Teamów           | Kobiety                                | France                                 | 6                                      |
| 1990                                   | Bordeaux                               | 1 Mistrzostwa Europy Mikstów           | Miksty                                 | Allouche-Gavia                         | 12                                     |
| 1989                                   | Turku                                  | 39 Mistrzostwa Europy Teamów           | Kobiety                                | France                                 | 3                                      |
| 1987                                   | Brighton                               | 38 Mistrzostwa Europy Teamów           | Kobiety                                | France                                 | 1                                      |
| 1985                                   | Salsomaggiore                          | 37 Mistrzostwa Europy Teamów           | Kobiety                                | France                                 | 1                                      |
| 1983                                   | Wiesbaden                              | 36 Mistrzostwa Europy Teamów           | Kobiety                                | France                                 | 1                                      |

| Zawody europejskie. Konkurencja par | Zawody europejskie. Konkurencja par | Zawody europejskie. Konkurencja par | Zawody europejskie. Konkurencja par | Zawody europejskie. Konkurencja par | Zawody europejskie. Konkurencja par |
| Rok                                 | Miejsce                             | Zawody                              | Kategoria                           | Partner                             | Pozycja                             |
| ----------------------------------- | ----------------------------------- | ----------------------------------- | ----------------------------------- | ----------------------------------- | ----------------------------------- |
| 2009                                | San Remo                            | 4 Otwarte Mistrzostwa Europy        | Miksty                              | Julien Gaviard                      | 302                                 |
| 2007                                | Antalya                             | 3 Otwarte Mistrzostwa Europy        | Open                                | Eric Eisenberg                      | 182                                 |
| 2007                                | Antalya                             | 3 Otwarte Mistrzostwa Europy        | Miksty                              | Juan Carlos Ventin                  | 35                                  |
| 2005                                | Teneryfa                            | 2 Otwarte Mistrzostwa Europy        | Kobiety                             | Catherine Saul                      | 7                                   |
| 2005                                | Teneryfa                            | 2 Otwarte Mistrzostwa Europy        | Mikst                               | Juan Carlos Ventin                  | 26                                  |
| 2003                                | Mentona                             | 1 Otwarte Mistrzostwa Europy        | Kobiety                             | Catherine Saul                      | 3                                   |
| 2003                                | Mentona                             | 1 Otwarte Mistrzostwa Europy        | Mikst                               | Paul Chemla                         | 305                                 |
| 2002                                | Ostenda                             | 7 Mistrzostwa Europy Mikstów        | Mikst                               | Jacques Sanglier                    | 397                                 |
| 1999                                | Warszawa                            | 10 Mistrzostwa Europy Par           | Open                                | Pierre Zuker                        | 182                                 |
| 1998                                | Akwizgran                           | 5 Mistrzostwa Europy Mikstów        | Mikst                               | Herve Mouiel                        | 53                                  |
| 1997                                | Montecatini                         | 6 Mistrzostwa Europy Par Kobiet     | Kobiety                             | Tony Hirchenaut                     | 19                                  |
| 1997                                | Haga                                | 9 Mistrzostwa Europy Par            | Open                                | Annouck Schneider                   | 299                                 |
| 1996                                | Monte Carlo                         | 4 Mistrzostwa Europy Mikstów        | Mikst                               | Alain Levy                          | 136                                 |
| 1994                                | Barcelona                           | 3 Mistrzostwa Europy Mikstów        | Miksty                              | Alain Levy                          | 3                                   |
| 1993                                | Mentona                             | 4 Mistrzostwa Europy Kobiet         | Kobiety                             | Simone Brolly                       | 22                                  |
| 1993                                | Bielefeld                           | 7 Mistrzostwa Europy Par            | Open                                | Ginette Chevalley                   | 87                                  |
| 1992                                | Ostenda                             | 2 Mistrzostwa Europy Mikstów        | Mikst                               | Marcel Koumetz                      | 122                                 |
| 1991                                | Killarney                           | 1 Mistrzostwa Europy Mikstów        | Kobiety                             | Elisabeth Hugon                     | 42                                  |
| 1990                                | Bordeaux                            | 1 Mistrzostwa Europy Mikstów        | Mikst                               | Alain Levy                          | 4                                   |
| 1989                                | Salsomaggiore                       | 5 Mistrzostwa Europy Par            | Open                                | Véronique Bessis                    | 113                                 |
| 1987                                | Brighton                            | 4 Mistrzostwa Europy Par            | Kobiety                             | Ginette Chevalley                   | 21                                  |

## Klasyfikacja
- Danièle Gaviard – klasyfikacja WBF (ang.)
- Danièle Gaviard – klasyfikacja EBL (ang.)